# Roquefort (Gers)
Roquefort è un comune francese di 279 abitanti situato nel dipartimento del Gers nella regione dell'Occitania.

## Società

### Evoluzione demografica
Abitanti censiti